# Lądek-Zdrój (gemeente)
De gemeente Lądek-Zdrój is een stad- en landgemeente in de Poolse woiwodschap Neder-Silezië, in powiat Kłodzki.
De zetel van de gemeente is in Lądek-Zdrój.
Op 30 juni 2004 telde de gemeente 8905 inwoners.

## Oppervlakte gegevens
In 2002 bedroeg de totale oppervlakte van gemeente Lądek-Zdrój 117,4 km², waarvan:
- agrarisch gebied: 43%
- bossen: 49%

De gemeente beslaat 7,14% van de totale oppervlakte van de powiat.

## Demografie
Stand op 30 juni 2004:
| Omschrijving                   | Totaal | Totaal | Vrouwen | Vrouwen | Mannen | Mannen |
| ------------------------------ | ------ | ------ | ------- | ------- | ------ | ------ |
| eenheid                        | aantal | %      | aantal  | %       | aantal | %      |
| inwoners                       | 8905   | 100    | 4679    | 52,5    | 4226   | 47,5   |
| bevolkingsdichtheid (inw./km²) | 75,9   | 75,9   | 39,9    | 39,9    | 36     | 36     |

In 2002 bedroeg het gemiddelde inkomen per inwoner 1212,53 zł.

## Plaatsen
De gemeente bestaat uit de stad (miasto) Lądek-Zdrój en 9 dorpen:
- Kąty Bystrzyckie
- Konradów
- Lutynia
- Orłowiec
- Radochów
- Skrzynka
- Stójków
- Trzebieszowice
- Wójtówka

## Aangrenzende gemeenten
Bystrzyca Kłodzka, Kłodzko, Stronie Śląskie, Złoty Stok. De gemeente grenst aan Tsjechië.